# Onthophagus murgon
Onthophagus murgon es una especie de insecto del género Onthophagus, familia Scarabaeidae, orden Coleoptera.

## Historia
Fue descrita científicamente por Monteith & Storey en 2013.